# Cătunele (gmina)
Cătunele – gmina w Rumunii, w okręgu Gorj. Obejmuje miejscowości Cătunele, Dealu Viilor, Lupoaia, Steic, Valea Mânăstirii i Valea Perilor. W 2011 roku liczyła 2551 mieszkańców.